# Данко, Ласло
Ла́сло Да́нко (венг. Dankó László, 22 апреля 1939 года, Сарваш, Венгрия — 25 июня 1999 года, Венгрия) — католический прелат, архиепископ Калочи-Кечкемета с 5 июня 1987 года по 25 июня 1999 год.

## Биография
16 июня 1963 года Ласло Данко был рукоположён в священника.
3 марта 1987 года Римский папа Иоанн Павел II назначил Ласло Данко апостольским администратором архиепархии Калочи-Кечкемета и титулярным епископом Мидилы. 2 мая 1987 года состоялось рукоположение Ласло Данко в епископа, которое совершил архиепископ Эстергома-Будапешта кардинал Ласло Пашкаи в сослужении с епископом Сегеда-Чанада Йожефом Удварди и епископом Дьёра Корнелем Патаки.
5 июня 1987 года Римский папа Иоанн Павел II назначил Ласло Данко архиепископом Калочи-Кечкемета.
Скончался 25 июня 1999 года.